# Mikoian AT
Mikoian-Gurevici MiG-AT este un avion de antrenament rus care a zburat pentru prima dată în 1996.În timp ce AT înseamnă "avion de antrenament avansat",aceasta este numai în engleză.

## Proiectare
MiG-AT are o aripă dreaptă,fixată în jos,motoarele montate pe fiecare parte a fuzelajului și o coadă montată pe mijloc.Două prototipe au fost construite,cererile sperând să depășească 1.200 de avioane de către fabricant.Primul zbor a avut loc între 16 și 22 martie 1996 
în Jukovski și a durat șapte minute.Până la 20 de avioane au fost construite sau începute să se producă până în septembrie 1996.
Avionul de antrenament MiG-AT întruchipează un număr de noutăți în principiu.Anume,acest avion de antrenament,primul în Rusia și în întreaga lume,este echipat cu sistem digital redundant de zbor prin calbu,împătrit,cu trei canale,de proiecție națională.Acest sistem nou este un element vital pentru alcătuirea unui sistem de antrenament contemporan ce face posibil să varieze caracteristicile de control al avionului,astfel simulând comportamentul de zbor a unui avion de vânătoare agil și avion de atac greu la sol.Consecvent,un tip de avion de antrenament poate fi folosit pentru antrenarea piloților a diferitelor clase de avioane și face posibil să reducă semnificativ costul antrenării piloților militari și civili.
Sistemul zbor prin cablu are încă o configurație distinctă,îi dă posibilitate computerul aeropurtat să monitorizeze zborul și să prevină condițiile de zbor critice și astfel permite siguranța zborului în timpul acțiunilor eronate a pilotului.